# Библиотека им. Г.И. Успенского
Библиотека имени Г. И. Успенского (ранее — бесплатная библиотека-читальня Нижегородского Городского Комитета Попечительства о народной трезвости) — одна из старейших библиотек в Нижнем Новгороде, расположенная в Нижегородском районе по адресу ул. Ильинская д. 146.
Входит в Центральную библиотечную систему Нижегородского района, филиал № 6.

## История

### Предыстория
Публичные библиотеки в губернских и уездных российских городах стали появляться в 1-й пол. XIX века, когда начали интенсивно развиваться капиталистические отношения и с ростом промышленности возникла потребность в книге и знаниях. Книга входила в дома купечества, мещанства, разночинцев, чиновников, ремесленников.
В целом история появления библиотек в Нижнем Новгороде тесно связана с различными историческими, политическими, экономическими, культурными событиями, происходившими в России в XIX — начале ХХ вв.:
- отмена крепостного права, образовательные реформы правительства в 1860-е годы — и, как следствие, открытие в 1861 году в Нижнем Новгороде первой Публичной общественной библиотеки;
- организация в 1880-х годах в губерниях России целой сети губернских ученых архивных комиссий — и открытие в 1887 году Нижегородской Губернской Ученой Архивной Комиссии, создание при ней научной библиотеки;
- введение в 1894 году в России государственной винной монополии — и в Нижнем Новгороде и губернии стали открываться безалкогольные чайные-читальни, многие из которых переросли в дальнейшем в крупные библиотеки.

### Читальня при чайной
30 октября 1901 года Нижегородским городским Комитетом Попечительства о народной трезвости была основана бесплатная библиотека-читальня при чайной, посещавшаяся в основном представителями неимущих слоев населения (учащимися, конторщиками, ремесленниками, чернорабочими).
С читальней были связаны такие известные в Нижнем Новгороде в начале двадцатого века люди, как Иван Васильевич Богоявленский, нижегородский градоначальник (1910—1912), Николай Николаевич Иорданский, инспектор народных училищ Нижегородской губернии, Виктор Иванович Снежневский, нижегородский архивист, историк-краевед и др.

### Присвоение имени
Начиная с конца 1918 года по всей России библиотекам стали присваиваться имена русских писателей, советских государственных и общественных деятелей. Учреждение получает имя писателя Глеба Ивановича Успенского.

### Великая Отечественная война

#### Накануне войны
В 1935 к обслуживанию читателей привлекали красноармейцев. Проводились громкие читки, вечера воспоминаний о маевках, вылазки в колхоз. Работали кружки: литературный, драмкружок, самообразовательный, рабкоровский. Создавались лозунги и выпускались стенгазеты.
В библиотеке появился телефон. В работе использовались патефонные пластинки.
Улица, на которой располагалась библиотека, стала называться Краснофлотская.

#### В годы войны
Война радикально изменила характер работы библиотеки с её читателями. В октябре 1941 года был издан приказ Наркомпроса РСФСР «О работе массовых библиотек в военное время». Он обязал библиотеки всемерно использовать книжные фонды для выполнения задач военного времени, информировать читателей о военных действиях, помогать обучению военным специальностям и новым производственным профессиям.
Из отчета о работе библиотеки за 1941 год:

«Проведен обзор оборонной литературы в т.ч книг „Учись метко стрелять“, „Будь готов к ПВО“. Проведено громких читок 215. Сделан альбом и 60-летию т. Ворошилова. Рассказывали о международном положении в госпиталях и на эвакуационном пункте.»

### Библиотека сегодня
В 2007 г. в библиотеке был создан сектор исторического краеведения. Ведущим направлением работы библиотеки является историческое краеведение. Богатый фонд краеведческой литературы помогает сотрудникам библиотеки в создании мероприятий по истории города.

## Фонд
Первоначальный фонд библиотеки составлял 122 названия книг и 8 названий периодических изданий — местных газет, журналов «Нива», «Вокруг света» и др.
К 1 января 1904 года в библиотеке имелось 689 названий, состоящих из 826 томов.
На 1923 год фонд библиотеки 11582 книги: 6893 — взрослых, 4689 — детских.
- В фонде библиотеки хранится двухтомное прижизненное собрание сочинений Глеба Успенского с предисловием автора 1889—1891 гг. издания. Наиболее ценные и редкие издания произведений, принадлежащих перу Г. И. Успенского, выделены на отдельную «именную полку» писателя.
- В фонде также хранятся старинные книги: «Происхождение видов» Ч. Дарвин (1868 г.), Собрание сочинений В. А. Жуковского (1869 г.), Энциклопедический словарь Брокгауза и Ефрона и т. д.

## Заведующие библиотекой
1901—1906 — Комитет
1906—1908 — Чачина Ольга Ивановна

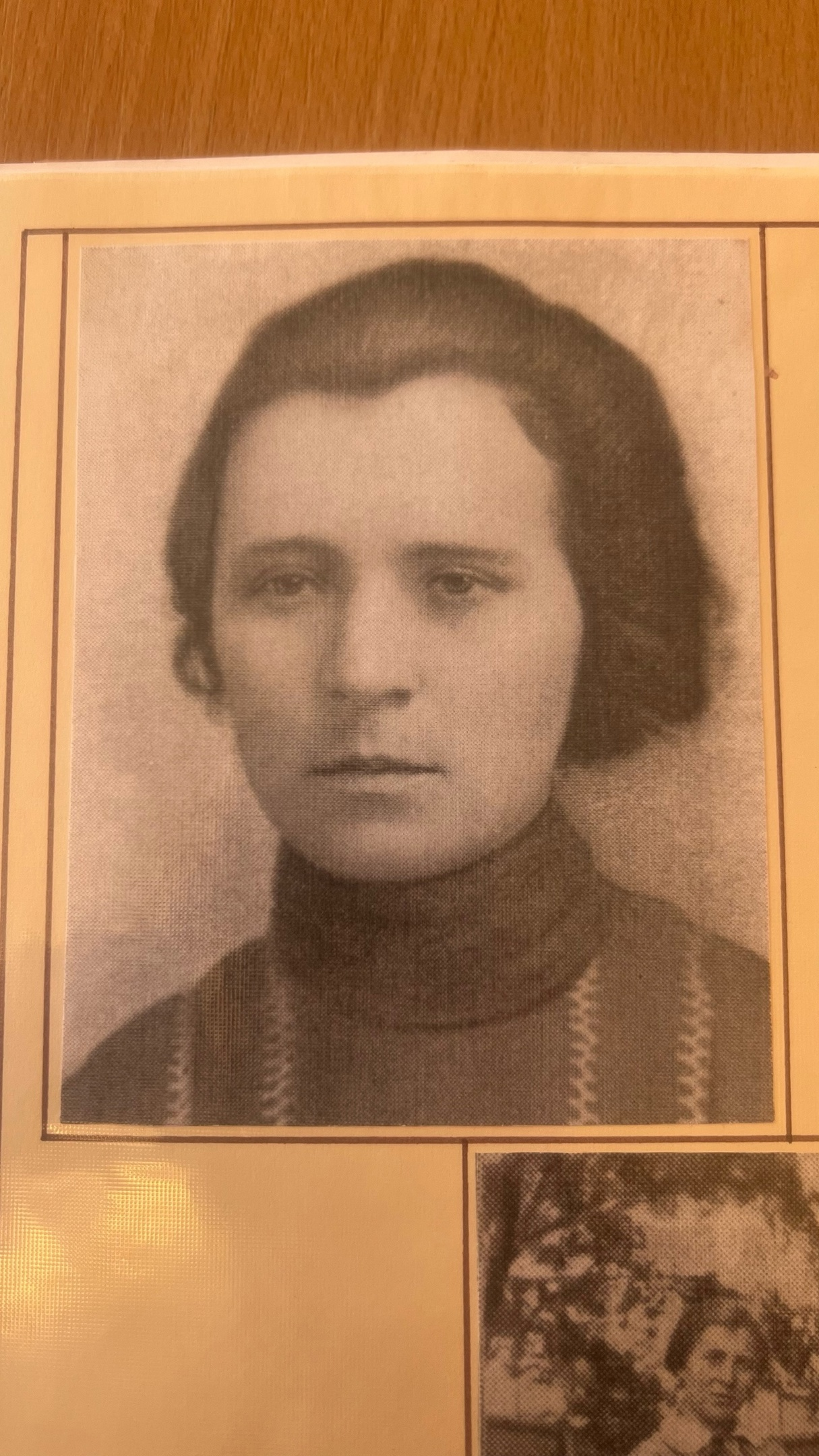
Чачина Ольга Ивановна

1908—1921 — Снежневская Анна Павловна
1921—1922 — Снежневский Дмитрий Викторович
1922—1937 — Чижова Ольга Федоровна
1938—1941 — Носовская Анна Тимофеевна
1942—1968 — неизвестно
1969—1977 — Турбина Зинаида Александровна
1978—1995 — Кожухина Ольга Владимировна
1995—2003 — Ишимикли Лариса Степановна
2003—2013 — Смолина Елена Ивановна
2013—2016 — Типашова Елена Львовна
2016—2024 — Круглецова Наталья Александровна
2024 — н.в. — Губина Лидия Валерьевна

## Усадьба П. И. Гусевой
Не имея собственного помещения, библиотека переезжала из одного арендованного здания в другое, пока в 1915 году окончательно не обосновалась в доме Прасковьи Ивановны Гусевой на Большой Ямской, 52. Здесь она находится и сегодня, изменив только адресную табличку с названием улицы и номером дома — Ильинская улица, дом 146.
Здание мещанки Гусевой, которому уже более 135 лет, является частью усадебного комплекса. Раньше он выполнял функцию «дома для служб».
Прасковья Ивановна была крупной домовладелицей (более трёх основных домов, а также дома для служб, лавка, каретник, деревянные флигели). На данный момент осталось только три дома: здание библиотеки, два жилых дома. Остальные дома были безвозвратно уничтожены.

## Список источников и литература
Источники
1. Архивные материалы из коллекции библиотеки им. Г.И. Успенского
2. Архивные материалы Центрального архива Нижегородской области (ЦАНО)

Литература
1. Вершинин Г.Г., Колобов М.К. и др. "Культурное строительство Горьковской области 1917-1957". - Горький: Горьковское книжное издательство, 1957. - 328 с.
2. Григорьева О.В. "Листая страницы истории", Н. Новгород, издательство "АРАБЕСК", 168 с., 2002 г.
3. Снежневские: тайны семейной истории. - Н. Новгород. 2022 - 288 с., илл.